# 第26步兵師 (德國國防軍)
第26步兵師（德語：26. Infanterie-Division）是納粹德國國防軍陸軍的一個步兵師。該師於1936年4月組建。第二次世界大戰期間，該師參與入侵波蘭、入侵法國的行動。1941年6月，該師參與巴巴羅薩行動，此後該師一直在東線作戰，直至1944年9月解散。
該師不久在波茲南重建，並改編為第26國民擲彈兵師（德語：26. Volksgrenadier-Division），之後調往西線，直至1945年5月解散。

## 註腳
1. ↑  Mitcham（2007年）